# Dr. Julius Hibbert
Dr. Julius M. Hibbert er en figur fra tegnefilmsuniverset The Simpsons, hvor han er læge i Springfield. Harry Shearer lægger stemme til figuren.
Selv om han ikke er den eneste læge i byen, er det stort set kun ham, beboerne i Springfield besøger, hvis de fejler noget. Dr. Julius Hibbert var med til fødslen ved både Bart, Lisa og Maggie Simpson. Dr. Julius Hibbert har taget sin uddannelse ved Johns Hopkins University.
Udover arbejdet som læge er Dr. Julius Hibbert gift med Bernice Hibbert. Han har to ukendte brødre som henholdsvis er Bleeding Gums Murphy og direktøren på Shelbyville Orphanage. 
Dr. Julius Hibbert har en tendens til at grine på de mest sære og upassende tidspunkter. Det er dog mere en slags klukken end rigtig latter.